# Mitógeno
Mitógeno é uma substância que estimula a proliferação celular, desencadeando a mitose.
Em geral os mitógenos são de natureza proteica, especialmente as da família das lectinas, que podem induzir mitose em linfócitos ao ligar-se a glicoproteínas da membrana destas células. Exemplos são fitohemaglutinina e concavalina A. Também lipopolissacarídeos bacterianos, que não são proteínas, podem atuar como mitógenos em algumas células do sistema imunológico.